# (24986) Yalefan
(24986) Yalefan est un astéroïde de la ceinture principale.

## Description
(24986) Yalefan est un astéroïde de la ceinture principale. Il fut découvert le 22 mai 1998 à Socorro (Nouveau-Mexique) par le projet LINEAR. Il présente une orbite caractérisée par un demi-grand axe de 2,31 UA, une excentricité de 0,20 et une inclinaison de 6,6° par rapport à l'écliptique.

## Compléments